# 尼博鎮區 (北卡羅萊納州麥克道威縣)
尼博鎮區（英語：Nebo Township）是位於美國北卡羅萊納州麥克道威縣的一個鎮區。

## 地方資料
尼博鎮區的面積為70.18平方千米，皆為陸地。根據2020年美國人口普查的數據，當地共有人口3976人，而人口密度為每平方千米56.65人。